# LWL-Steckverbinder

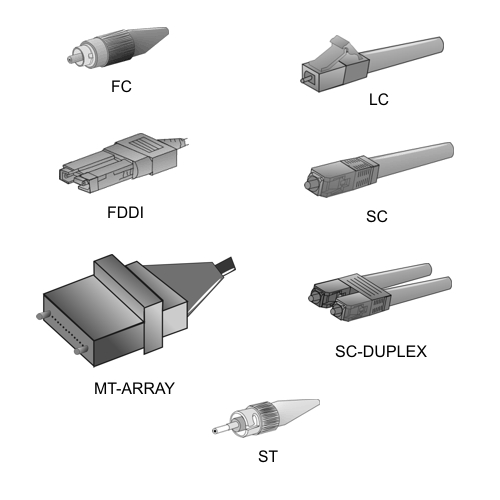
Verschiedene LWL-Steckverbinder

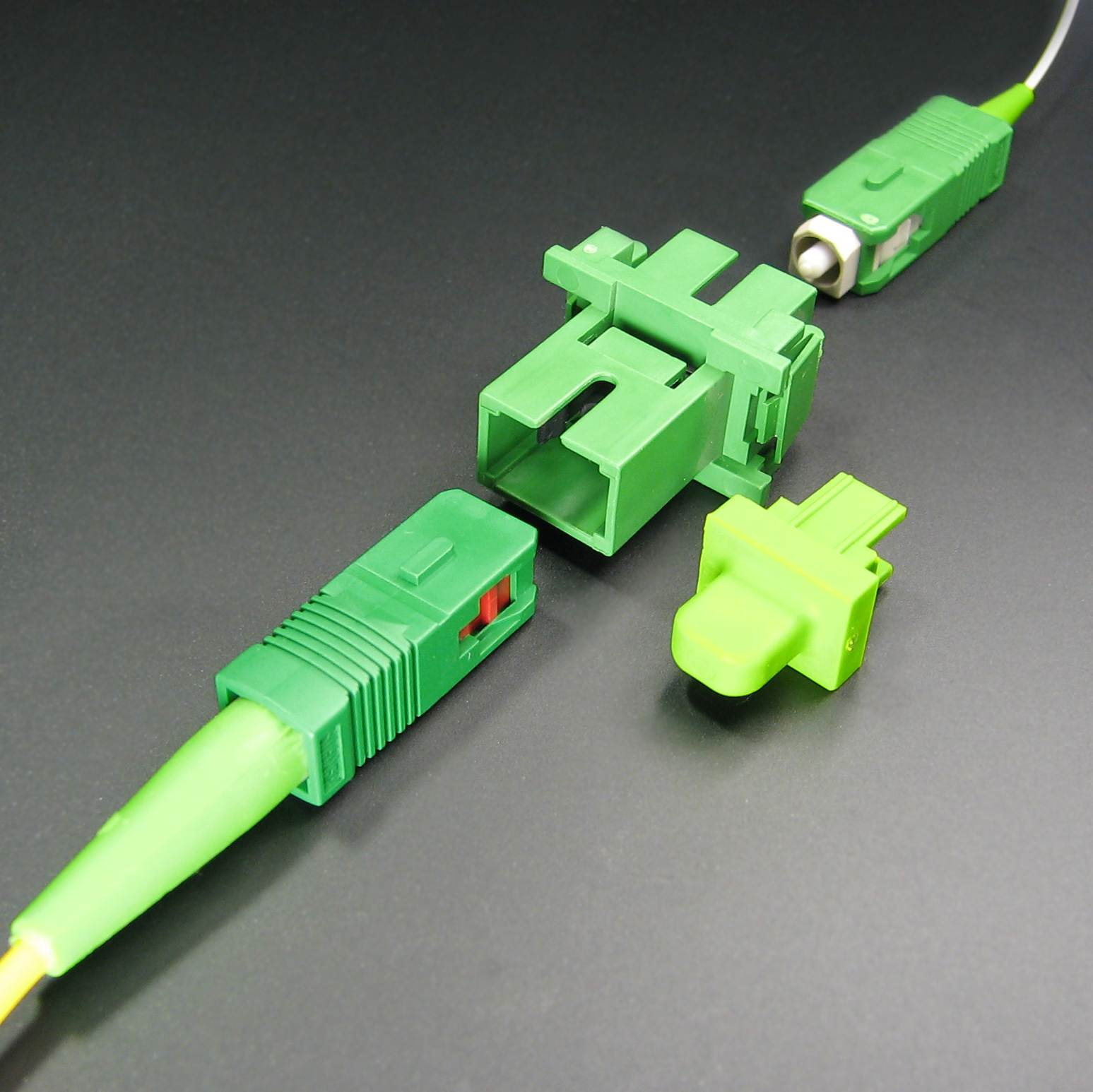
Simplex SC/APC-Stecker mit Kupplung und Staubschutzkappe; Grün = APC (angewinkelte Endfläche der Ferrule)

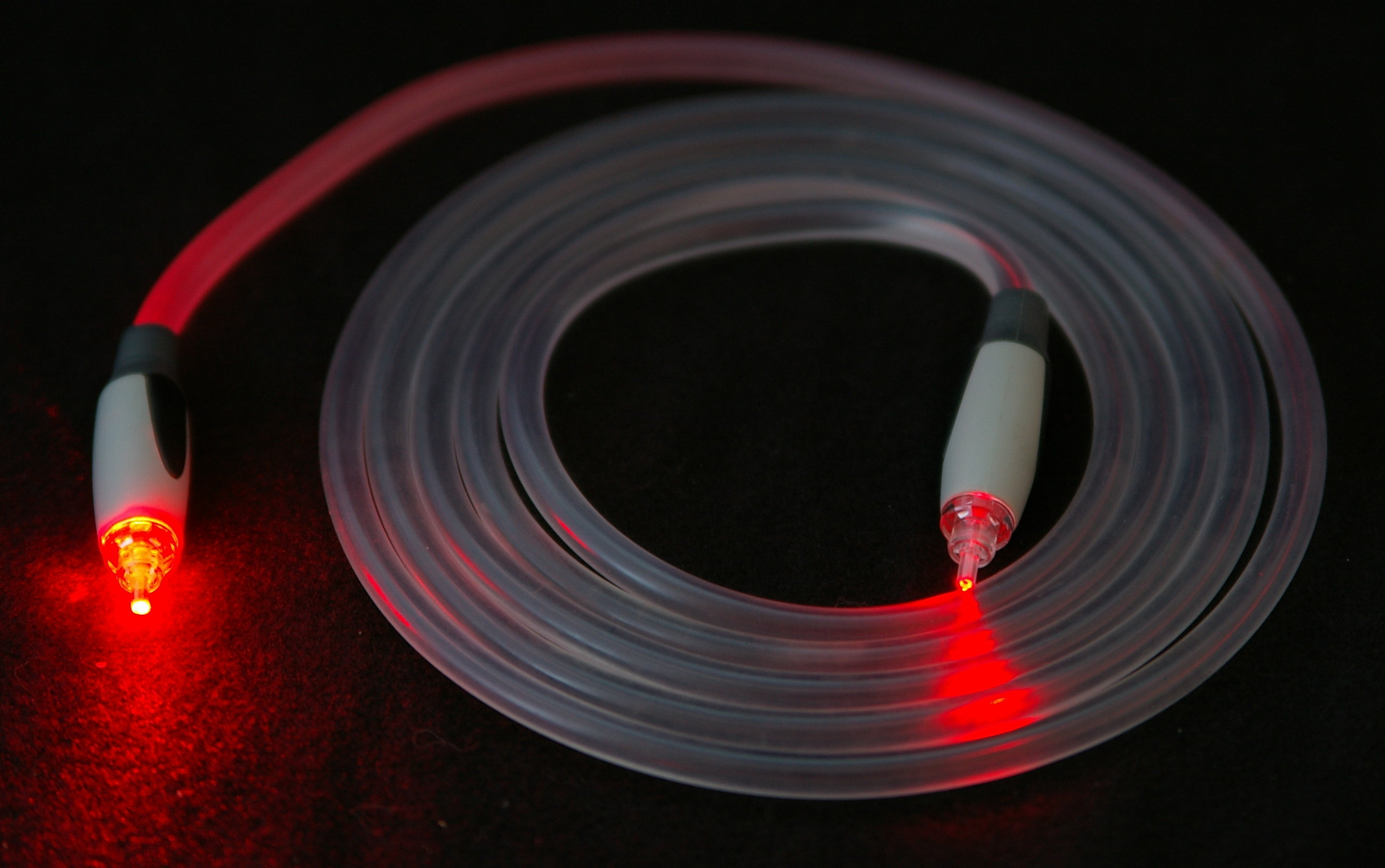
Patchkabel mit TOSLINK-Steckern, eine Seite (links) mit einem Laser (rot) bestrahlt

LWL-Steckverbinder sind spezielle Steckverbinder zur lösbaren Verbindung von Lichtwellenleitern (LWL) bzw. Glasfaserkabeln. Lichtwellenleiter können über sie miteinander oder mit anderen Komponenten verbunden werden. In der Nachrichtentechnik sind das Sender, Empfänger oder Verstärker, in der Messtechnik, Spektroskopie oder Medizintechnik beispielsweise Laser-Geräte, Licht-Sensoren oder Strahlungsdetektoren.
Die Mehrheit der heute eingesetzten Steckverbindungen sind Stecker-Stecker-Verbindungen. Die verwendeten Stecker müssen dabei eine möglichst geringe Signaldämpfung (auch Einfügedämpfung, engl. insertion loss) und eine hohe Rückflussdämpfung (engl. return loss) sowie eine hohe Reproduzierbarkeit bzw. Aufrechterhaltung dieser Parameter über mehrere hundert Verbindungszyklen besitzen.
Die am häufigsten verwendeten Steckerarten in der Nachrichtentechnik sind LC und SC, wobei aus älteren Installationen auch noch ST und E-2000 weit verbreitet sind. In der Laser- und Messtechnik werden vorwiegend FC- und F-SMA-Stecker eingesetzt. Bei der digitalen Übertragung von Audiosignalen, wie zum Beispiel von CD-, DVD-Spielern oder Flachbildfernsehern zu Audioverstärkern, werden hauptsächlich TOSLINK-Stecker benutzt.

## Geschichte

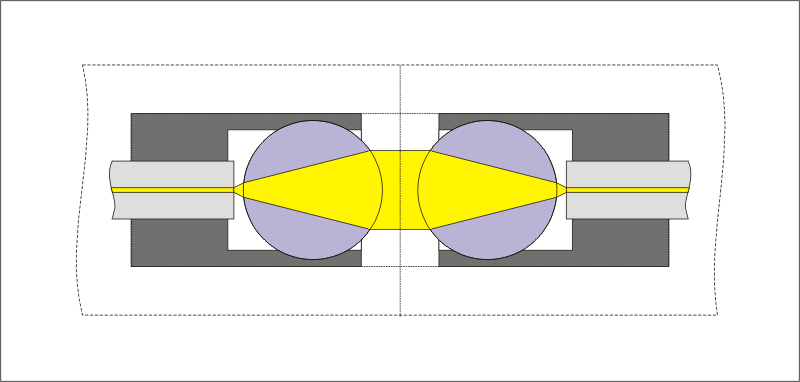
Schematische Darstellung der Verbindung von Lichtwellenleitern mittels Linsensteckern (Kollimation und Fokussierung mit Kugellinsen)

### Frühe Bauformen
Früher wurden sogenannte Linsenstecker (engl. expanded beam connector) verwendet, bei denen mittels einer Linse am Faserausgang das Licht kollimiert, und am Stecker der Empfangsfaser mit einer gleichen Linse wieder auf die Faserendfläche fokussiert wird. Vorteil dieser Steckverbindung ist die relative Unempfindlichkeit gegenüber axialem Versatz oder Verunreinigungen, weshalb sie vereinzelt heute noch für den Einsatz in rauen Umgebungen verwendet werden. Gravierender Nachteil dieser Technik ist die sehr große Bauform und die relativ hohe Signaldämpfung durch die Reflexionsverluste an den vielen Luft-Glas-Grenzflächen (Einfügedämpfung im Bereich von 1–2 dB). Zur Reduzierung der Einfügedämpfung wurden die heute vorwiegend verwendeten Kontakt-Steckverbinder eingeführt, bei denen sich die Faserendflächen möglichst nahe kommen oder direkt berühren. Dadurch ist es auch möglich besonders kleine Bauformen zu realisieren mit bis zu hundert Fasern in einem Stecker.

### Endflächengestalt

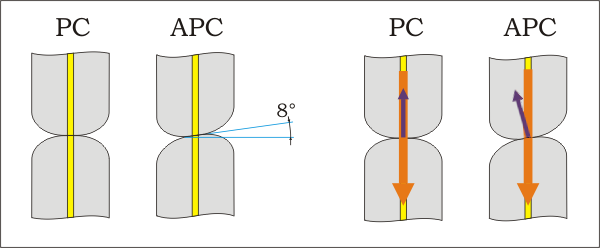
Endflächenausführung mit abgerundetem Faserende (PC) und zusätzlich angewinkelter Endfläche (APC) zum Erhöhen der Rückflussdämpfung (lichtführender Faserkern gelb dargestellt, Rückreflexionen durch blaue Pfeile angedeutet)

Durch federnd gelagerte, sehr präzise zylindrische Hülsen zur Faseraufnahme (sogenannte Ferrulen), die in den Steckeraufnahmen in direkten Kontakt gebracht werden, konnte die Einfügedämpfung auf Werte von 0,1–0,5 dB gesenkt werden. Die hauptsächlich aus Metall oder Keramik bestehenden Ferrulen werden mit der eingeklebten Faser speziell angeschliffen bzw. poliert. Früher wurden die Endflächen rechtwinklig zur Faserachse plan gefertigt, was jedoch gewisse Nachteile hatte:
1. Der Anpressdruck verteilte sich auf die gesamte Steckerendfläche und nicht nur auf den für die Übertragung relevanten Bereich des Faserkerns.
2. Fertigungstoleranzen, Verunreinigungen oder Beschädigungen auf der Steckerendfläche (auch außerhalb des Kernbereiches) können beim Verbinden zu einem Luftspalt zwischen den beiden Steckern führen, welcher eine erhöhte Dämpfung und Reflektivität der Verbindung zur Folge hat.

| Abkürzung | Bezeichnung             | Reflexionsgrad | Rückflussdämpfung |
| --------- | ----------------------- | -------------- | ----------------- |
| PC        | Physical Contact        | < −30 dB       | > 30 dB           |
| SPC       | Super Physical Contact  | < −40 dB       | > 40 dB           |
| UPC       | Ultra Physical Contact  | < −50 dB       | > 50 dB           |
| APC       | Angled Physical Contact | < −60 dB       | > 60 dB           |

Zum Vermeiden der genannten Probleme wurden die sogenannten PC-Stecker entwickelt (engl. physical contact), mit einer abgerundeten Endfläche (Radius ca. 10–15 mm), die beim Stecken nur einen physischen Kontakt der Faserkerne herstellen. Fast alle qualitativ hochwertigen Stecker sind heute mindestens PC-Stecker und führen oft ein „PC“ als Ergänzung in ihrer Bezeichnung (wie etwa ST/PC, SC/PC, FC/PC usw.).
Immer höhere Anforderungen an die Rückflussdämpfung (engl. return loss, Kehrwert des Reflexionsgrads) der installierten Steckverbindungen führten schließlich zu immer besseren Polierqualitäten der PC-Stecker, wozu die Grade SPC (engl. super physical contact) und UPC (engl. ultra physical contact) gehören. Eine weitere Erhöhung konnte dann nur noch durch die sogenannten HRL-Stecker (engl. high return loss) bzw. APC-Stecker (engl. angled physical contact) erreicht werden (Werte für die Rückflussdämpfung siehe Tabelle). Bei dieser Steckerart ist die Steckerendfläche nicht nur ballig ausgeführt, sondern die Normale der Faserstirnfläche ist zusätzlich noch um einige Grad (Standard ist 8°) zur Faserachse verkippt. Durch diesen Aufbau wird von der Steckerendfläche reflektiertes Licht aus dem Kern über das Mantelglas in die Luft hinaus gebrochen und kann somit die Datenübertragung nicht mehr stören (siehe Abb.). Stecker dieser Bauart führen ein APC als Ergänzung in ihrer Bezeichnung (ST/APC, SC/APC, FC/APC, LC/APC, LSH/APC usw.). UPC- und APC-Steckertypen kommen speziell bei Monomodefasern zum Einsatz.

## Steckertypen
Die am häufigsten verwendeten Steckerarten sind heute LC (engl. lucent connector) und SC (engl. subscriber connector). Aus älteren Installationen sind auch noch ST (engl. straight tip) und E-2000 weit verbreitet. Der LC-Stecker gehört wie der MU-Stecker zu den sogenannten small-form-factor-Steckern (SFF-Stecker). Diese besitzen 1,25-mm-Ferrulen und ermöglichen durch ihre kleinere Bauform eine höhere Bestückungsdichte als ältere Stecker, wie beispielsweise der SC-, ST- und E-2000-Stecker mit 2,5-mm-Ferrulen. Eine weitere Erhöhung der Portdichte kann mit Mehrfasersteckern mit MT-Ferrulen (engl. mechanical transfer) erreicht werden, wie etwa dem MTRJ-, MPO- bzw. MTP-Stecker. In MT-Ferrulen sind typischerweise 2 (MTRJ) bis 16 (MPO/MTP) Fasern pro Reihe (Faserabstand 250–750 µm) untergebracht und die Ausrichtung der Mehrfaser-Ferrule erfolgt durch zwei seitlich angebrachte hochpräzise Führungsstifte, die sich entweder im Stecker selbst oder in der Steckeraufnahme befinden.

### F-SMA (SMA 905/906)

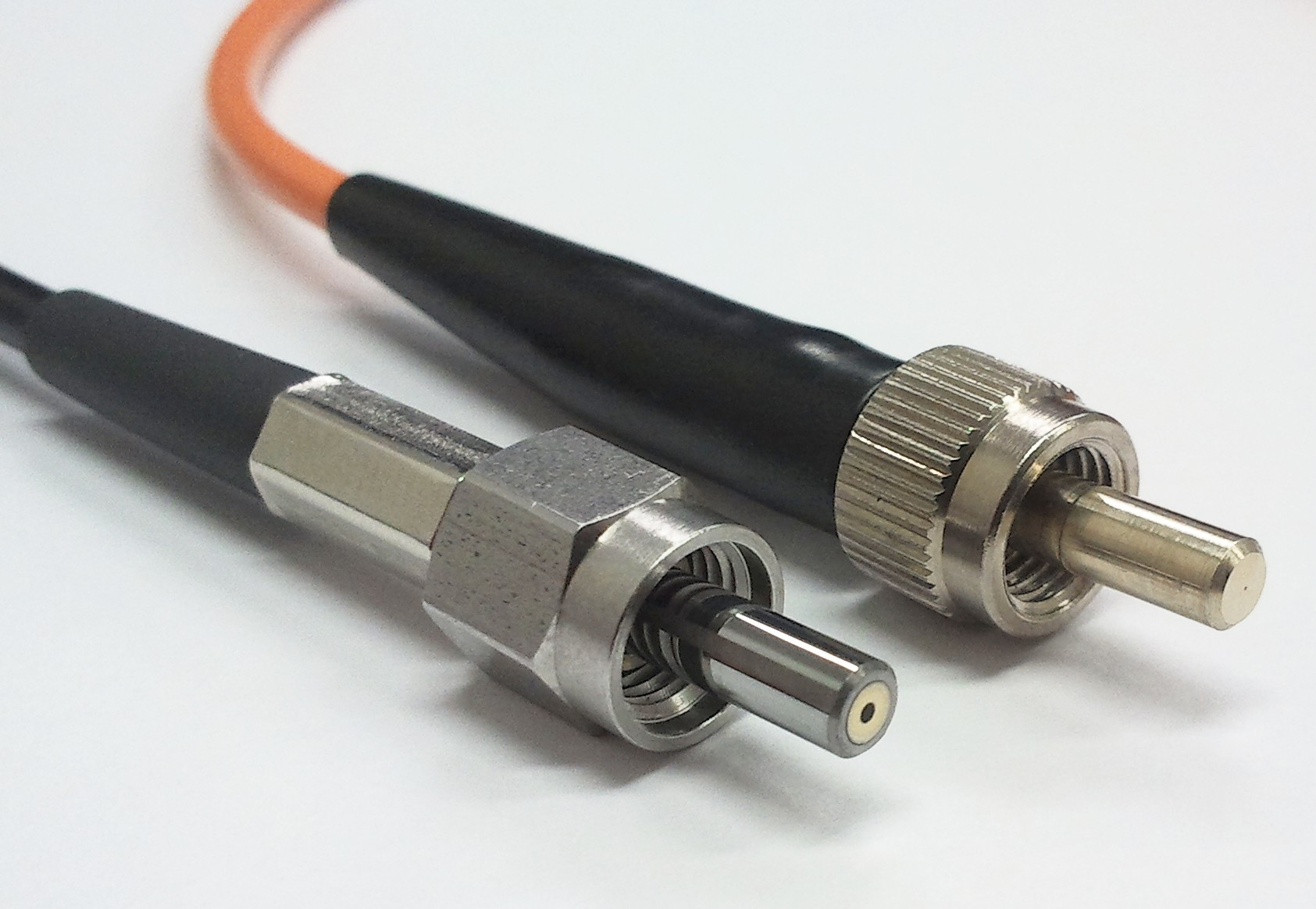
F-SMA-Stecker (SMA 905)

Der F-SMA Stecker ist der älteste LWL-Steckverbinder und wurde Ende der 1970er-Jahre von Amphenol auf Grundlage des SMA-Steckverbinder für HF-Anwendungen entwickelt. Zur Unterscheidung wird der Bezeichnung üblicherweise ein F vorangestellt (F-SMA für engl. fiber sub-miniature assembly). In die bestehende, durch die Sechskantmutter gekennzeichnete Bauform wurde die Faseraufnahme mit einer 3,175-mm-Ferrule aus Edelstahl (selten auch aus Keramik) eingearbeitet. Der Stecker ist nicht verdrehsicher und die Fasern zweier Stecker können somit nicht in physischen Kontakt gebracht werden. Es wird daher ein sogenannter Stirnflächenkontakt zwischen den Ferrulen hergestellt, ohne dass sich die Faserendflächen berühren. Der Stecker kommt nur für Multimodefasern zum Einsatz und ist im Telekommunikationsbereich nur noch in älteren Installationen anzutreffen (zu große Bauform und relative hohe Einfügedämpfung). Auf Grund seiner robusten Bauweise wird er aber immer noch im Messtechnik-, Medizin- und Militärbereich verwendet, und wird auch in der Schutzart-Ausführung IP65 angeboten. Neben dem typischen und heute noch verwendeten F-SMA-Stecker (SMA 905) existiert eine weitere Bauform mit etwas abweichendem Ferrulendesign (SMA 906), die eine Stufe im vorderen Ferrulenbereich zur Aufnahme einer Führungshülse besitzt.

### FC

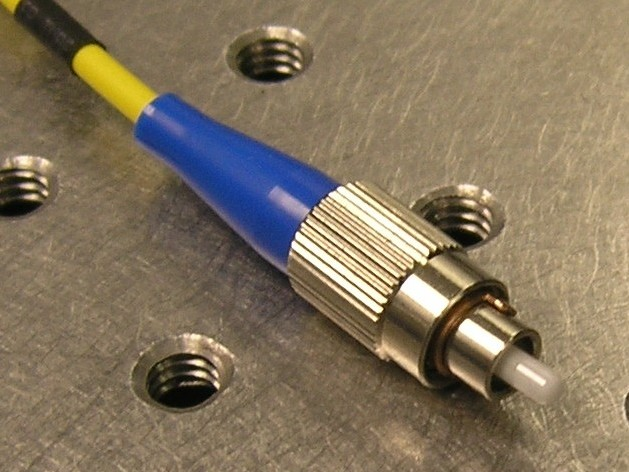
FC/PC-Stecker

Der FC-Stecker (FC für engl. fiber connector) wurde ursprünglich von NTT entwickelt. Wie beim F-SMA-Stecker wird die Verriegelung über einen Schraubverschluss realisiert (runde Rändelmutter). Im Steckergehäuse aus Metall ist eine axial federnd gelagerte 2,5-mm-Ferrule aus Edelstahl oder Keramik eingearbeitet (oder Keramikferrule mit Metalleinsatz, wie bei der Technik der Kern-Kern-Zentrierung). Für den physischen Kontakt der Fasern bei einer Stecker-Stecker-Kupplung sind die Endflächen konvex ausgeführt und mit FC/PC (0°-Schliff) oder FC/APC (8°-Schrägschliff) gekennzeichnet. Die Einfügedämpfung ist deutlich geringer als beim F-SMA-Stecker und liegt bei etwa 0,2 dB. Das Steckergehäuse besitzt eine Verdrehsicherung in Form einer Passfeder, wobei auf dem Markt zwei zueinander inkompatible Bauformen mit unterschiedlichen Breiten vorhanden sind, die sich noch zusätzlich von Hersteller zu Hersteller leicht unterscheiden: der R-Typ (reduced- bzw. narrow-key) mit 1,97–2,02 mm und der N-Typ (für NTT-typ bzw. wide-key) mit 2,09–2,14 mm. Der FC-Stecker wird hauptsächlich für normale und polarisationserhaltende Monomodefasern benutzt, ist aber auch für Multimodefasern geeignet. Er wird heute im Telekommunikationsbereich nicht mehr verwendet, erfreut sich aber auf Grund der sehr guten Stabilität der Verbindung immer noch großer Beliebtheit (wie auch der F-SMA-Stecker für Multimodefasern). Eingesetzt wird er beispielsweise zur Faserkopplung von Lasern sowie in der Mess- und Medizintechnik.

### ST (BFOC)

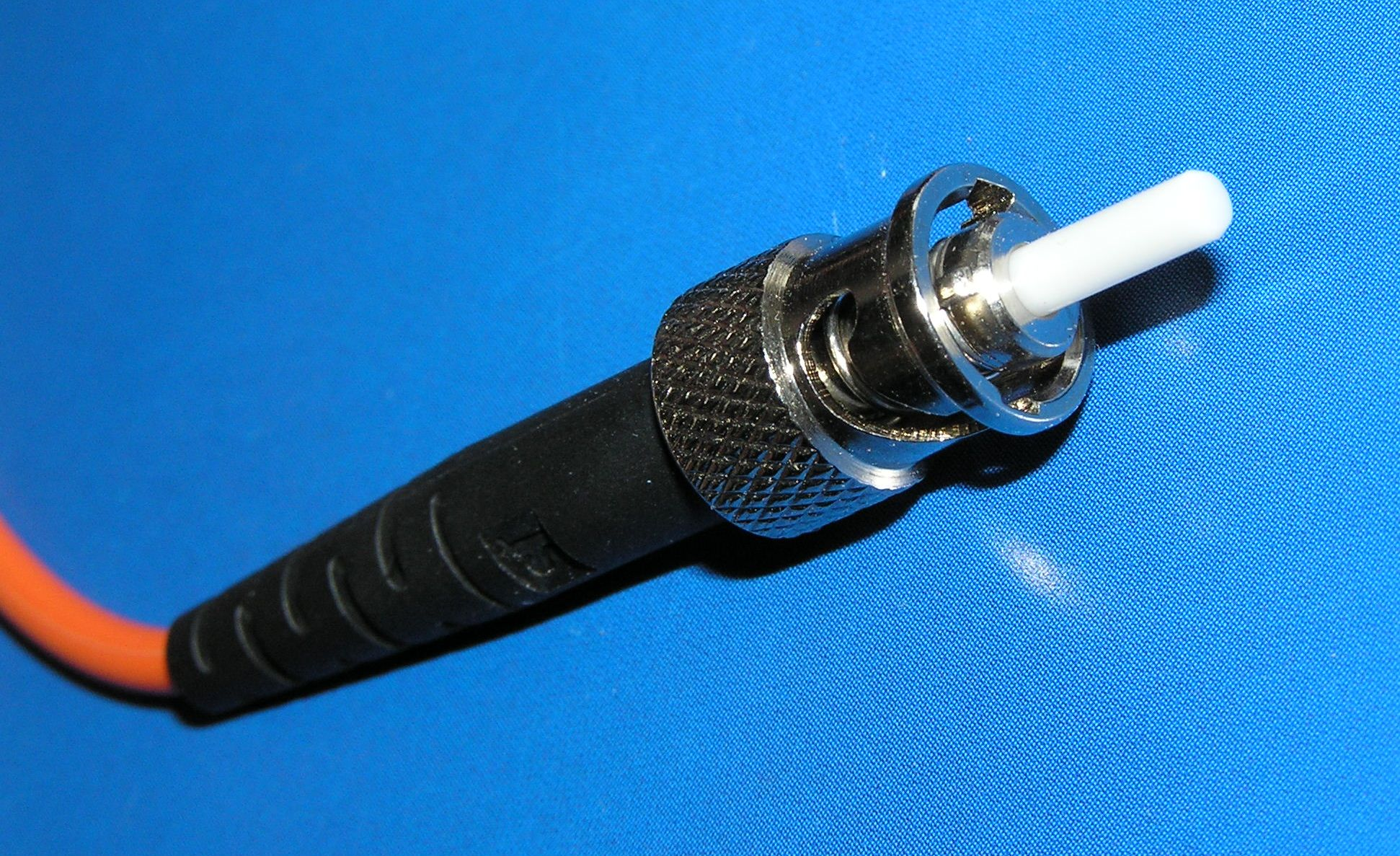
ST-Stecker

Der ST-Stecker (ST für engl. straight tip) wurde von AT&T entwickelt und ist auf Grund seines Bajonettverschlusses auch als BFOC-Stecker bekannt (für engl. bayonet fiber optic connector). Er wurde früher viel in lokalen Netzen (LAN) verwendet (löste damals den F-SMA-Stecker ab). Das Steckergehäuse besteht aus Metall oder Kunststoff und die 2,5-mm-Ferrule besteht meist aus Keramik (Metallversionen sind auch möglich). Geeignet ist dieser Stecker für Monomode- wie auch für Multimodefasern, wobei er hauptsächlich für Multimode-Anwendungen verwendet wird. Die mittlere Einfügedämpfung liegt bei 0,3 dB, die maximale bei 0,4 dB. Es gibt zwei Bauformen des ST-Steckers, die sich in der Ausführung des Bajonettverschlusses unterscheiden. Bei manchen Bauformen ist der Verschluss zur Aufnahme des Verriegelungsstiftes in axialer Richtung offen, und bei anderen ist er geschlossen, besitzt aber eine Nut zur Einführung des Stiftes. Weiterhin besitzt er eine Verdrehsicherung, die aber beim Steckvorgang (wie beim FC-Stecker) etwas hinderlich ist und zur Entwicklung von Steckern mit rechteckigen Gehäuseformen führte.

### SC

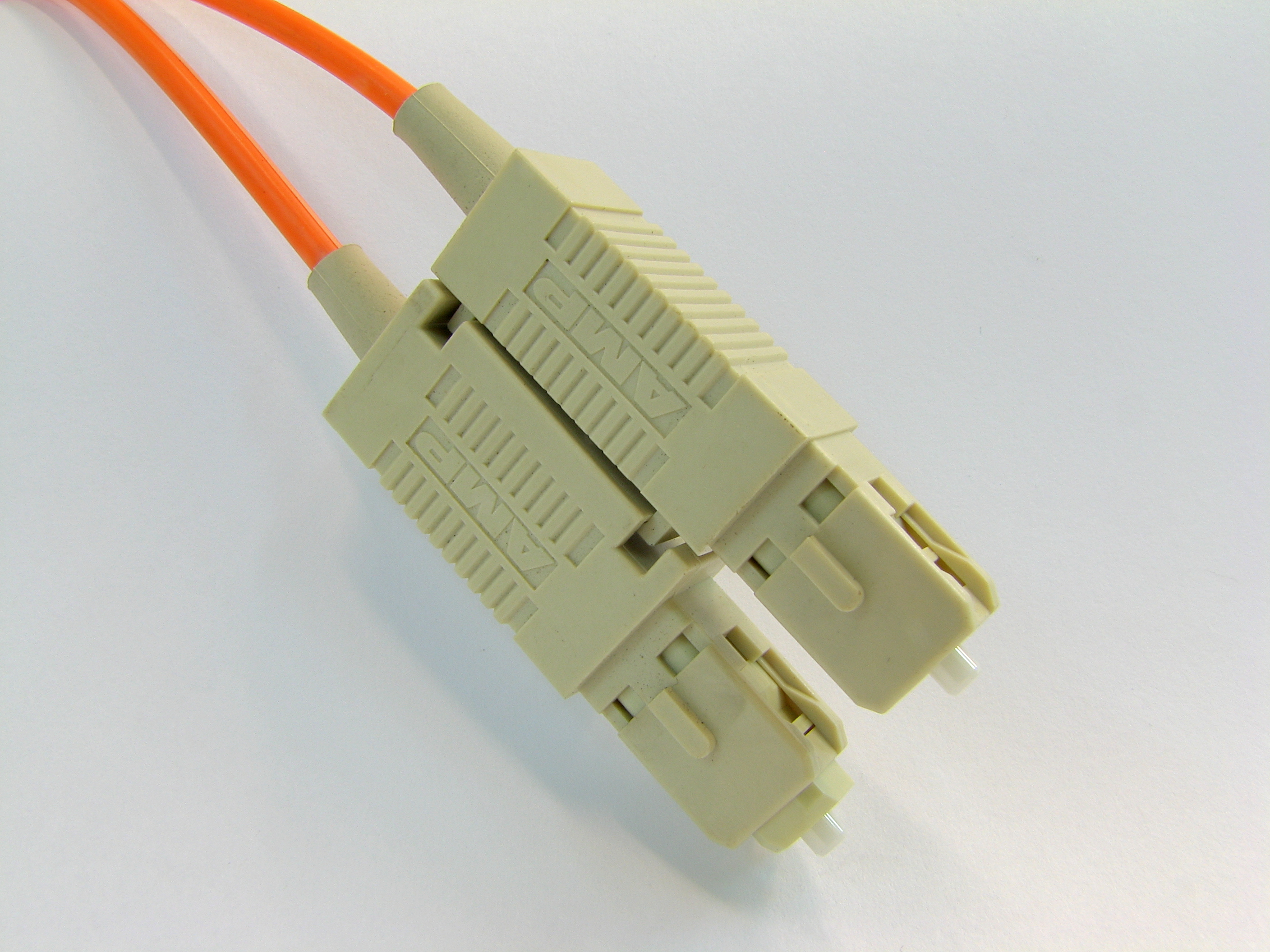
Duplex-SC-Stecker Multimode mit sichtbaren Ferrulen
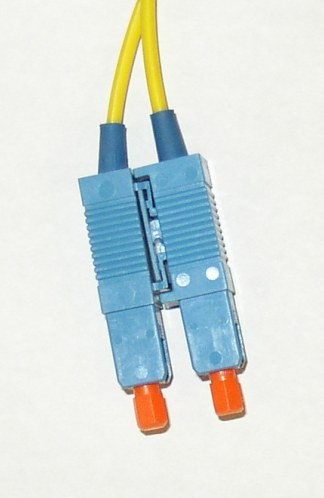
Duplex-SC-Stecker Monomode mit Schutzkappen

Der SC-Stecker (SC für engl. subscriber connector) wurde von NTT in Japan entwickelt und löste im Jahre 2002 den ST-Stecker aus den Normen EN50173 und ISO 11801 als Standard für LAN-Verkabelungen ab (wird aber voraussichtlich in der Neufassung der EN50173 und ISO 11801 durch den kleineren LC-Stecker abgelöst werden). Gekennzeichnet ist er durch sein Kunststoffgehäuse im rechteckigen Design (Querschnittsmaße ca. 9 × 9 mm) und seine Push-Pull-Technik (der Stecker verriegelt sich automatisch beim Einstecken und entriegelt sich beim Abziehen). Das erlaubt eine schnellere und einfachere Montage, sowie eine höhere Bestückungsdichte als alle Vorgängermodelle (wie F-SMA, FC oder ST). Der SC-Stecker besitzt eine 2,5-mm-Ferrule, meist aus Keramik (Metallversionen sind auch möglich), und kann für Multimode- und Monomodefasern verwendet werden. Die Ferrulenendflächen gibt es auch als APC-Ausführung und die mittlere Einfügedämpfung liegt bei etwa 0,2 dB. Ein weiterer Vorteil gegenüber dem ST-Stecker liegt in der Möglichkeit, Duplex-Stecker zu erstellen (zwei Stecker werden über einen Duplex-Clip verbunden) und somit Duplex-Verbindungen gleichzeitig zu stecken oder abzuziehen. Eine Verdrehsicherung ergibt sich automatisch aus dem rechteckigen Design.

### LSH / E-2000

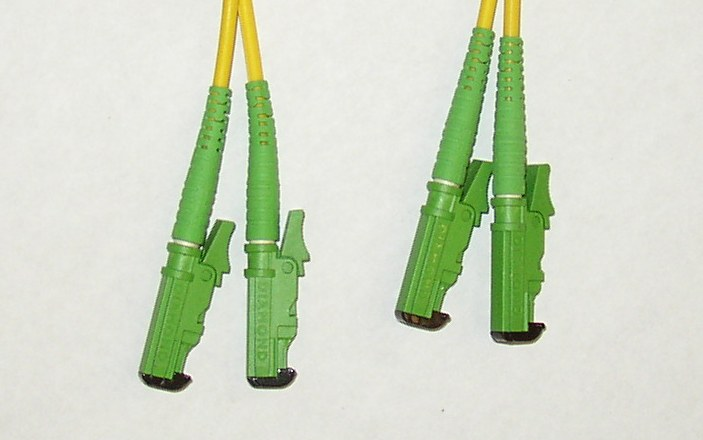
E-2000-Stecker
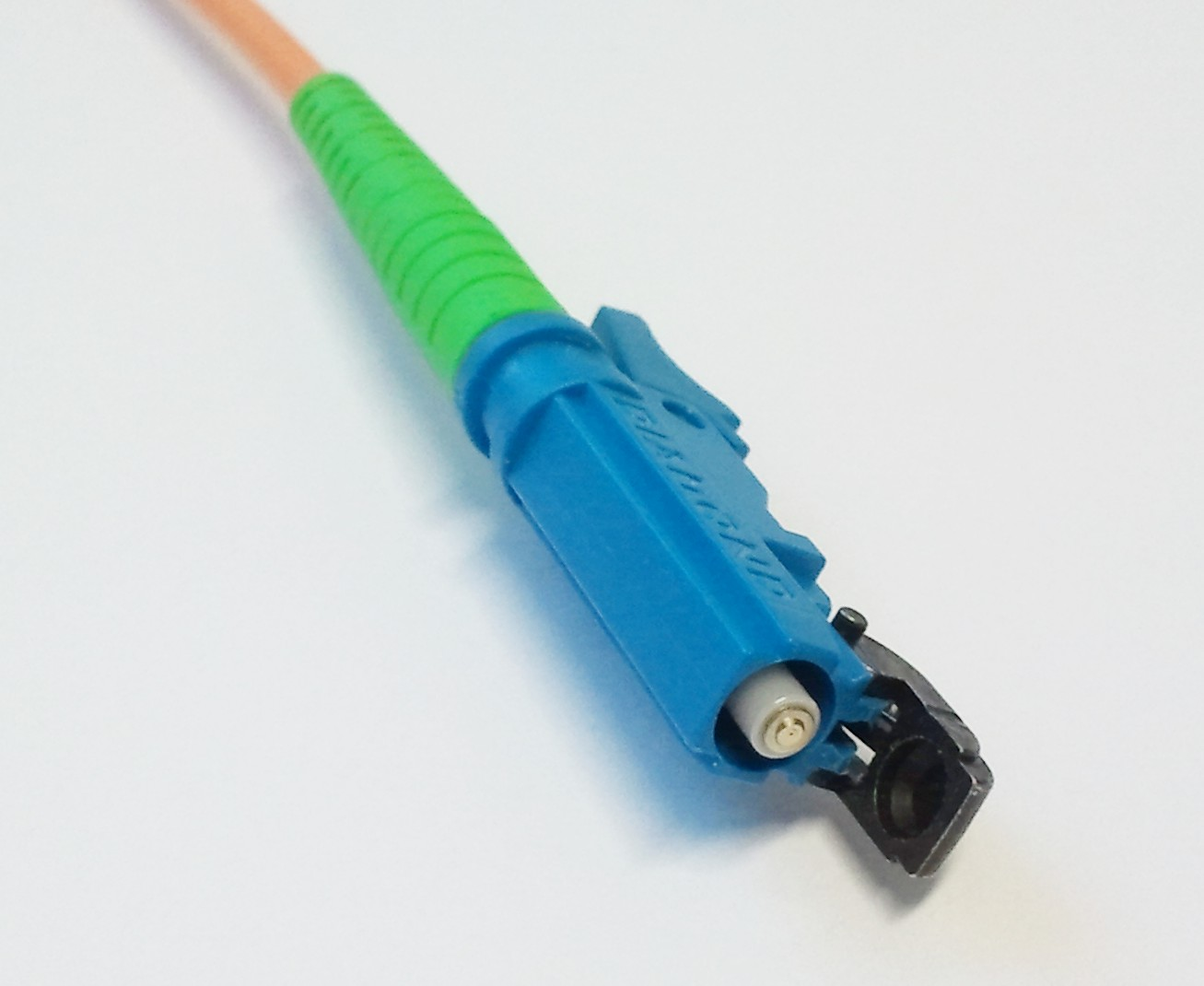
(Schutzklappe geöffnet)

Der normierte LSH-Stecker wurde von dem Schweizer Unternehmen Diamond entwickelt und unter der Handelsmarke E-2000 in den Markt eingeführt. Ein LSH-Stecker besitzt eine 2,5-mm-Keramikferrule mit Metalleinsatz (Technik der Kern-Kern-Zentrierung), die auch in APC-Endflächenausführung verfügbar ist. Der Stecker wird über einen Hebel entriegelt, ähnlich wie der LC. Weiterhin besitzt er als Besonderheit eine Laserschutzklappe, die sich beim Stecken automatisch öffnet. Sie minimiert das Verschmutzungsrisiko, so dass auf die bei anderen Steckertypen üblichen separaten Schutzkappen verzichtet werden kann. Der LSH-Stecker hat sich deutschlandweit bei Strecken in Stadtnetzen (Metropolitan Area Network, MAN) und Weitverkehrsnetzen (Wide Area Network, WAN) durchgesetzt. Er kann für Multimode- und Monomodefasern verwendet werden und die Einfügedämpfung liegt im Bereich von 0,1–0,2 dB.
Der E-2000 Steckverbinder wird mit Lizenz von Diamond auch von R&M und Huber&Suhner hergestellt. Diamond führt als einziger Hersteller bei der Fertigung eine aktive Kernzentrierung durch.

### ESCON

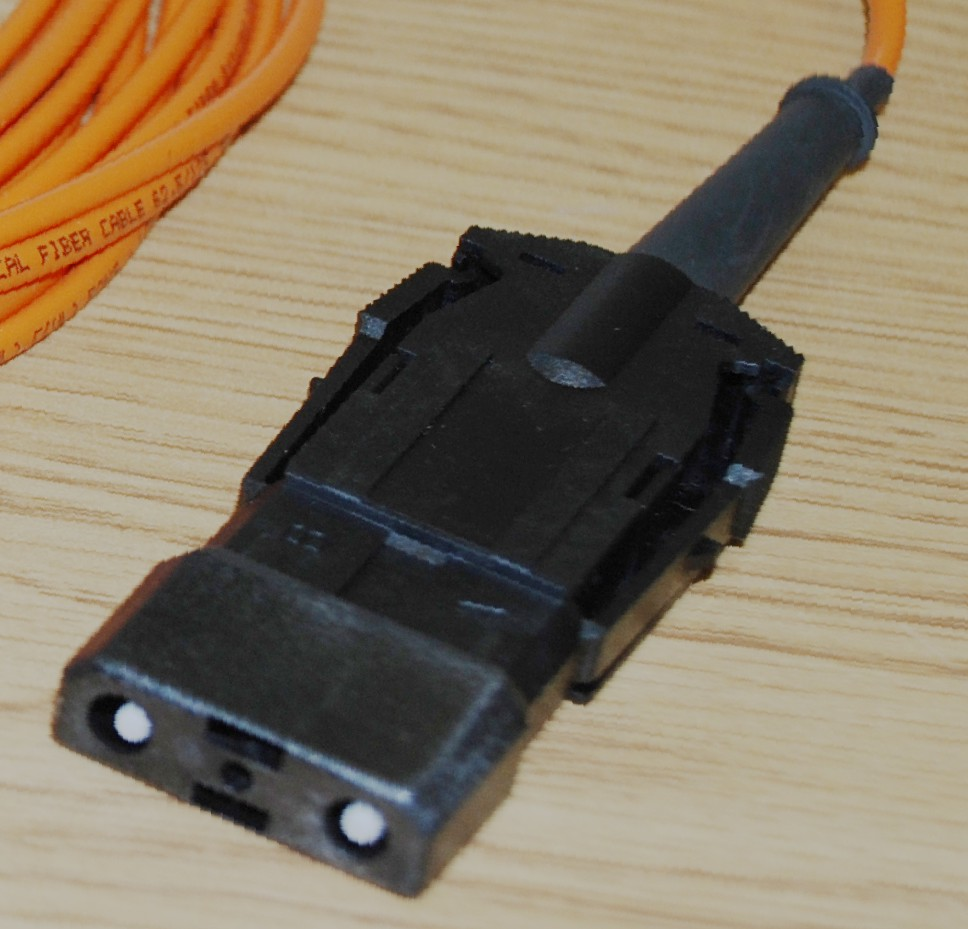
ESCON-Stecker
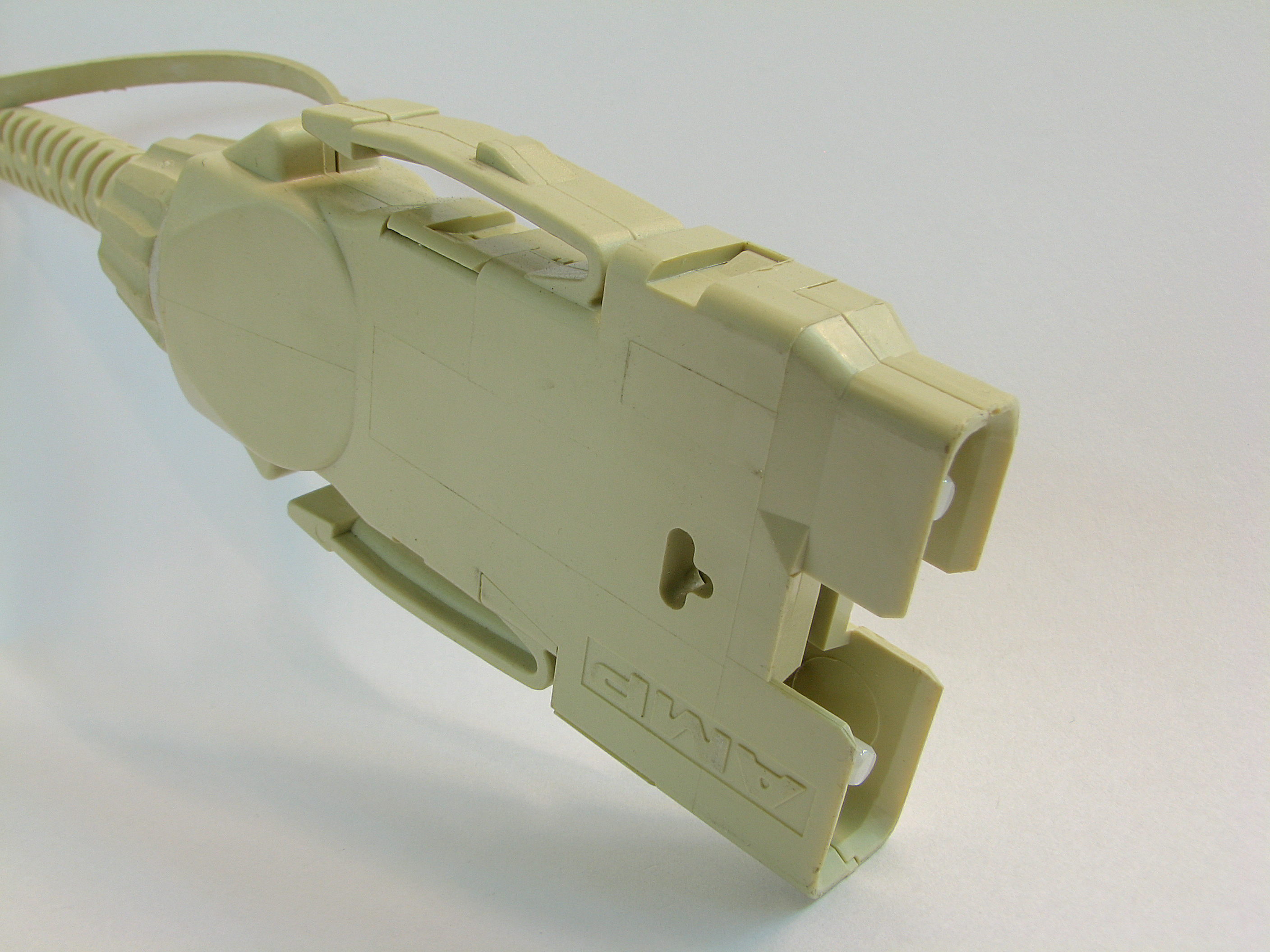
MIC(FDDI)-Stecker

ESCON (Enterprise Systems Connection) ist ein von IBM entwickeltes und 1990 eingeführtes Kommunikationssystem zum Austausch großer Datenmengen zwischen Großrechnern (engl. mainframe) und deren Peripherie auf der Basis von Lichtwellenleitern (heute abgelöst durch FICON). Der verwendete LWL-Stecker ist ähnlich dem MIC-Stecker ein Duplex-Stecker mit zwei 2,5-mm-Keramikferrulen und besitzt aber im Gegensatz zur starren Abdeck- bzw. Schutzkappe des MIC-Stecker eine bewegliche, die beim Herstellen der Verbindung die Ferrulen freigibt. Der ESCON-Stecker ist für Multimodefasern vorgesehen und seine Einfügedämpfung liegt wie bei anderen Mehrfachsteckern im oberen Bereich, bei 0,3–0,5 dB.

### MIC (FDDI)
MIC-Stecker (engl. medium interface connector) ist ähnlich dem ESCON-Stecker ein Duplex-Stecker zur Aufnahme von zwei Fasern und wird fast ausschließlich in FDDI-Netzen und manchmal an ATM-Komponenten verwendet. Wie der ESCON-Stecker besitzt er zwei Keramikferrulen mit 2,5 mm Durchmesser in einem Kunststoffgehäuse. Er ist für Multimodefasern vorgesehen und besitzt eine typische Einfügedämpfung von 0,3–0,5 dB. Durch das Gehäusedesign ist er vertauschungssicher und bietet zusätzlich die Möglichkeit, verschiedene Codierungen für unterschiedliche Datenlinks anzubringen.

### MU (Mini-SC)
Der MU-Stecker (engl. miniature unit-coupling oder multi-termination unibody), auch als Mini-SC-Stecker bekannt, ist ein von NTT entwickelter Small-Form-Factor-Stecker mit Push-Pull-Technik. Er ist in etwa nur halb so groß wie der SC-Stecker und als Simplex- und Duplex-Variante verfügbar. Der MU-Stecker ist geeignet für Monomode- und Multimodefasern und genormt nach IEC 61754-6. Er ist vor allem konzipiert für Switches und Multiplexer mit hoher Portdichte.

### LC

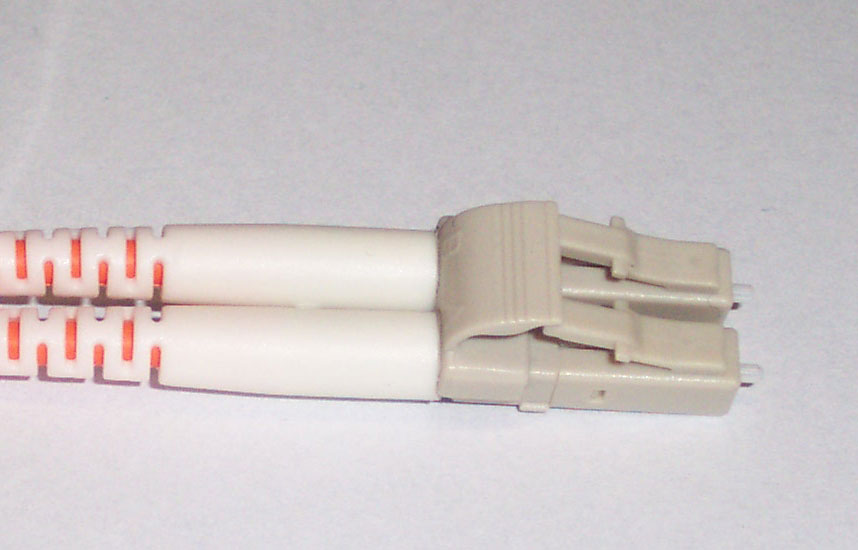
LC-Stecker (Duplex)
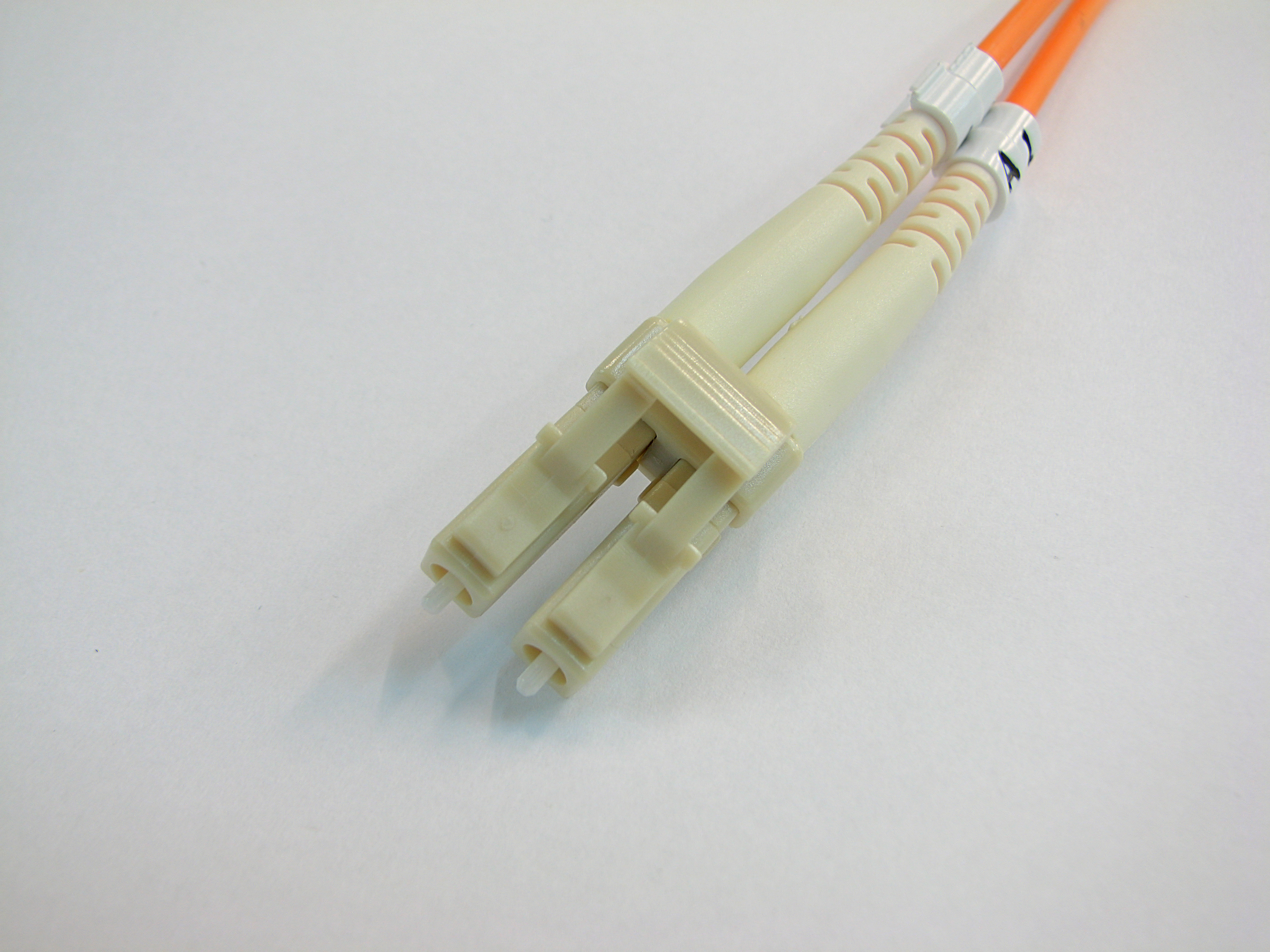

Der LC-Stecker (engl. lucent connector) ist ein von Lucent Technologies entwickelter Small-Form-Factor-Stecker. In der Duplex-Variante nimmt er nur den Platzbedarf des in der Kupferübertragungstechnik verbreiteten 8P8C/RJ45 ein und damit wesentlich weniger als der ebenfalls verbreitete SC-Stecker, ermöglicht also eine höhere Portdichte. Er findet auf Grund seiner kompakten Bauform auch Verwendung als Anschluss von modularen SFP-Modulen (Mini-GBIC).
LC-Stecker verwenden eine 1,25-mm-Ferrule und werden für Multimode- oder Monomodefasern verwendet, bei letzteren werden praktisch alle Endflächen angeboten. Typische Dämpfungswerte liegen zwischen 0,1 und 0,3 dB. In den Neufassungen der EN50173 und ISO11801 wird der LC-Stecker den SC-Stecker als Standard für LAN-Verkabelungen ablösen. Ebenso wird er als Standardsteckverbinder im Bereich des Rechenzentrums und der zugehörigen Normkapitel (unter anderem EN50173-5) geführt.

### URM

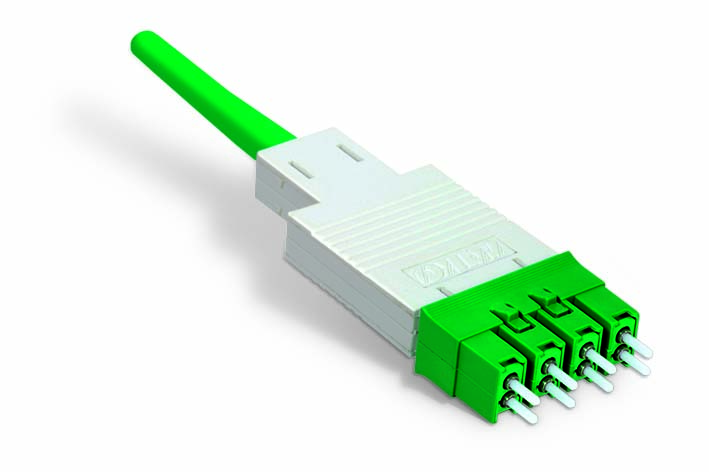
URM-P8-Stecker
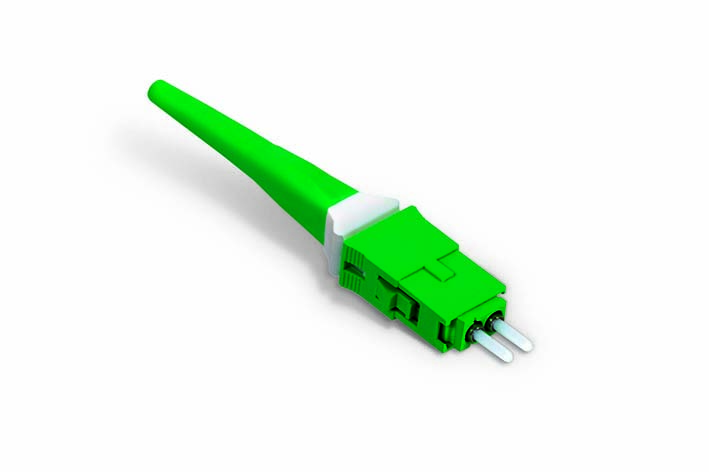
URM-P2-Stecker

URM-Stecker (engl. yoU aRe Modular) sind Mehrfaserstecker der Firma Euromicron. Das Steckverbindersystem vereinigt bis zu 8 einzelne 1,25-mm-Keramikferrulen in einem Stecker (2, 4 oder 8) und zählt zu den Small-Form-Factor-Steckern. Typische Dämpfungswerte der Stecker liegen im Bereich von 0,2 dB für Multimodefasern und 0,12 dB für Monomodefasern, die auch als APC-Ausführung erhältlich sind. Haupteinsatzgebiet ist die Verkabelung von Patchfeldern in Rechenzentren. Mit diesem System lassen sich paralleloptische 40-Gbit/s- und 100-Gbit/s-Ethernet-Verbindungen nach IEEE 802.3ba-2010 sehr gut abbilden, da die benötigten vier Kanäle mit jeweils einem Achtfach-Stecker realisiert werden können. Für den URM-Steckverbinder existiert eine Spezifikation nach DIN SPEC 40032:2013-10.

### MTRJ

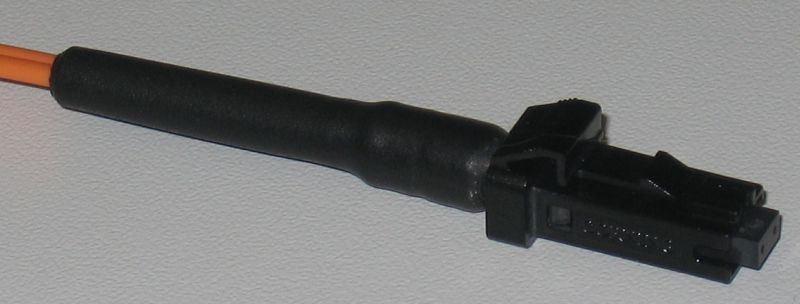
MTRJ-Stecker
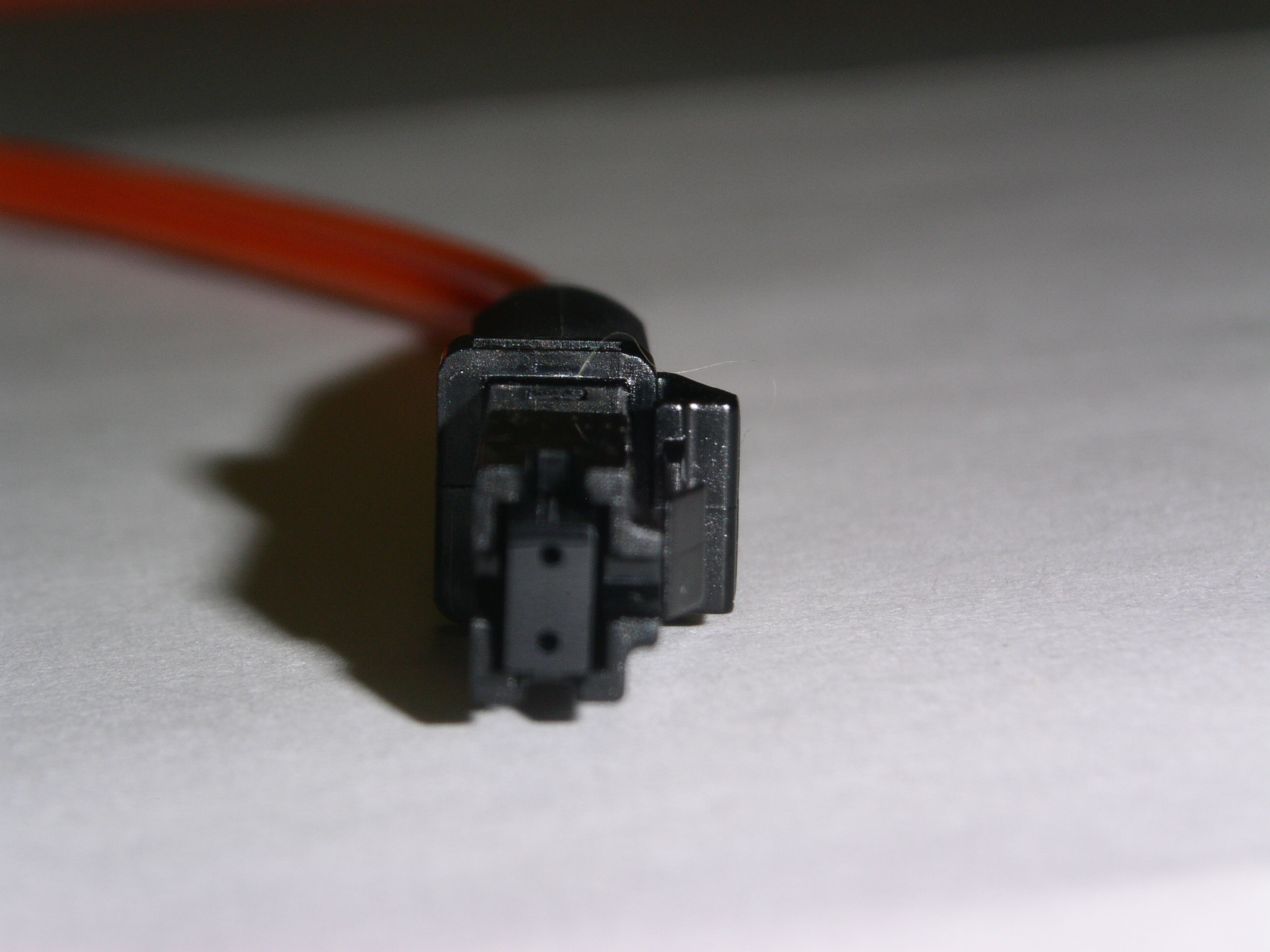

Der MTRJ-Stecker wurde von einem Konsortium entwickelt, an dem unter anderem die Unternehmen AMP Inc. (heute TE Connectivity), Siecor, US Conec und Hewlett-Packard beteiligt waren. Der Stecker ist ein Mehrfaserstecker mit einer MT-Ferrule (engl. mechanical transfer) für zwei Fasern, die dabei mit einem Abstand von 750 µm in einen Kunststoffblock eingebettet sind. Die hoch präzisen Führungsstifte, zur Ausrichtung des Steckers, befinden sich je nach Variante (male oder female) entweder in der Steckeraufnahme (engl. receptacle) oder im Stecker selbst. Der MTRJ-Stecker hat die Form eines RJ45-Steckers. Diese Bauform verhindert das Vertauschen der Hin- und Rückleiter, ist sehr einfach zu stecken und wieder zu entriegeln und ermöglicht hohe Packungsdichten auf Patchfeldern und Switch-Ports. Der Stecker ist für Monomode- und für Multimodefasern geeignet und gehört zu den Small-Form-Factor-Steckern.

### MPO/MTP

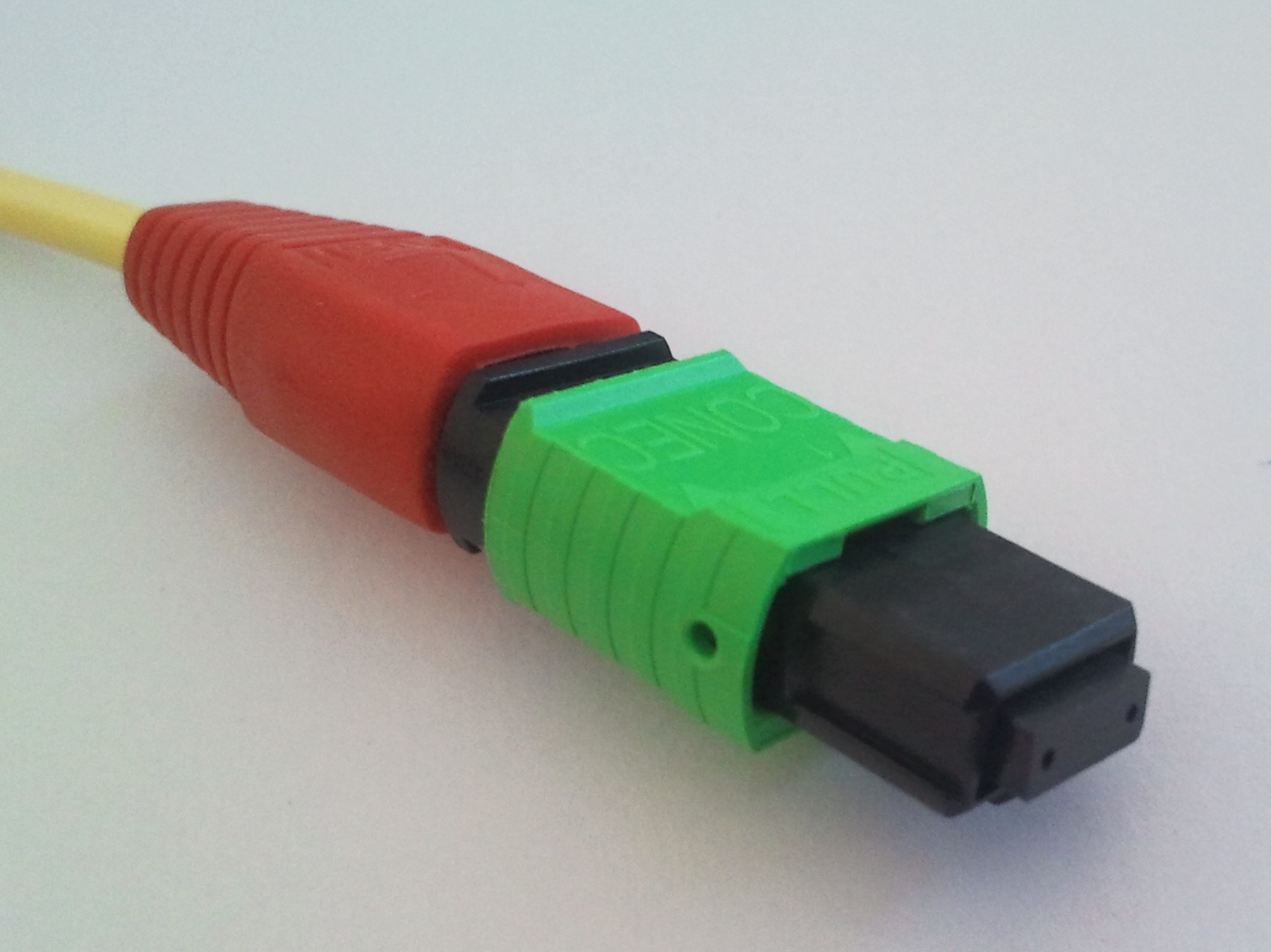
MTP-Stecker
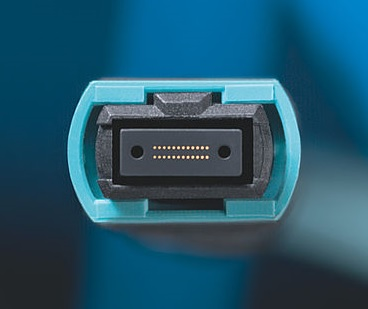
MT-Ferrule mit 24 Fasern

Der MPO-Steckverbinder (engl. multipath push-on, auch Multiple-Fibre Push-On) ist ähnlich dem MTRJ ein Mehrfaserstecker für Multimode- und Monomodefasern, der von NTT in den 1980er-Jahren entwickelt und in den 1990er-Jahren von dem Joint Venture US Conec (von NTT, Corning und Fujikura) zum MTP-Stecker weiterentwickelt wurde. Er besitzt eine MT-Ferrule (engl. mechanical transfer) mit typischerweise 2, 4, 8, 12 oder 16 Fasern in einer Reihe (Versionen mit bis zu 5 Reihen und somit 80 Fasern sind verfügbar), womit die Packungsdichte stark erhöht werden kann. Der Faserabstand in einer Reihe und zwischen den Reihen liegt bei 250 µm. Definiert ist der MPO-Stecker im Standard IEC61754-7 und TIA/EIA 604-5. Er ist in der Norm ISO 11801 sowie EN 50173-5 neben dem LC-Stecker für Anwendungen im Bereich Rechenzentrum standardisiert und unterstützt paralleloptische Übertragungen. Typische Dämpfungswerte des MPO-Steckers liegen im Bereich um die 0,3 dB. Verfügbar ist der MPO-Stecker sowohl als PC- als auch als APC-Variante mit Schrägschliff. Paralleloptische Übertragungen wie InfiniBand mit Übertragungsraten von bis zu 120 Gbit/s und die Varianten 40-Gbit/s- und 100-Gbit/s-Ethernet werden im Bereich der Multimodeanwendung nicht über Einzelfasern übertragen, sondern mittels Mehraderkabeln mit MPO-Steckern.

### M12 Optic

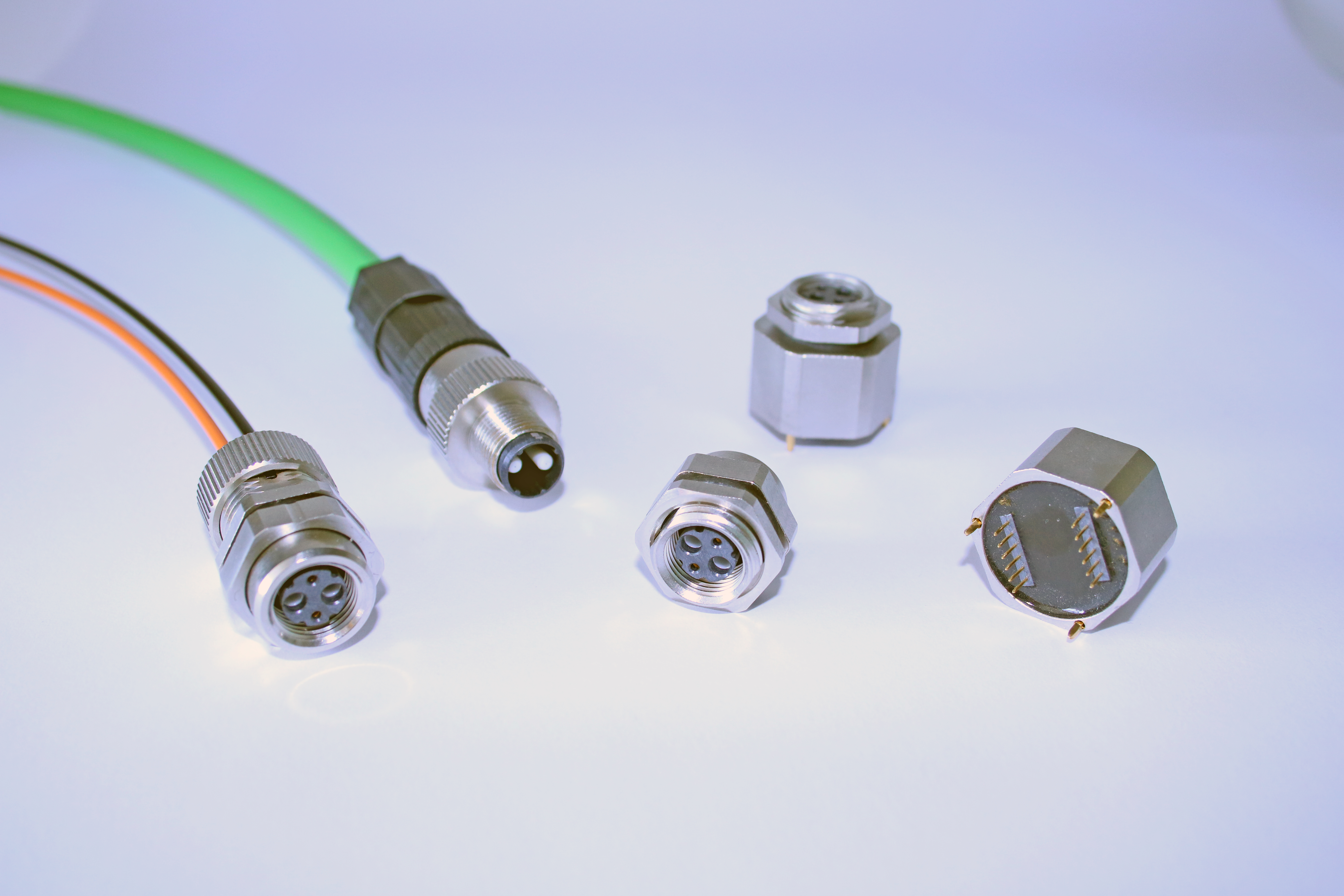
M12-Steckverbindersystem

Das M12-Steckverbindersystem wurde von Ratioplast-Optoelectronics in Kooperation mit Phoenix Contact entwickelt. Es handelt sich um ein IP67-Duplex-Steckverbinder-System mit integriertem, automatisch wirkendem Ferrulen-Schutzsystem. Das M12-System ist in den Normen EN 61754-27, ISO/IEC 61754-27 definiert. Der einzelne Lichtwellenleiter wird in einem axial gefederten Steckkontakt gelagert. Für den Einsatz von Multimodefasern findet eine 2,5-mm-Keramik-Ferrule Verwendung. Für Polymere optische Fasern wird eine Metall-Ferrule verwendet. Für Hybridanwendungen (LWL und Kupferkabel) kann der Steckverbinder optional mit elektrischen Kontakten bestückt werden.
Zum Einsatz kommt der M12-Steckverbinder aufgrund der hohen Schutzklasse und der etablierten M12-Schraubverbindung im Maschinen- und Anlagenbau und überall dort, wo eine hohe Gehäuseschutzklasse mit hoher mechanischer Stabilität unter Beibehaltung der hohen optischen Eigenschaften gefordert wird (typische Einfügedämpfung 0,2–0,3 dB). Bei dem M12-Steckverbinder-System handelt es sich aufgrund der ebenfalls verfügbaren Transceivertechnik (125 Mbit/s bei 650 nm bzw. 1300 nm) um ein durchgängiges LWL-System in der Schutzklasse IP67. Durch die Verwendung einer IP67-Wanddurchführung kann das System auch in vorhandene Topologien integriert werden.

### TOSLINK

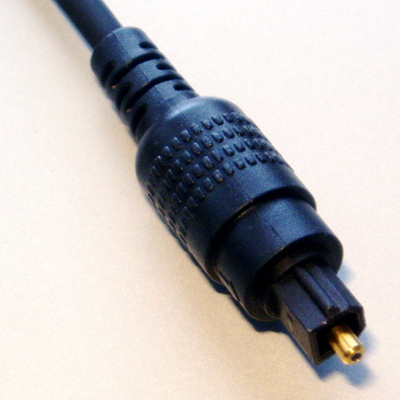
TOSLINK-Stecker
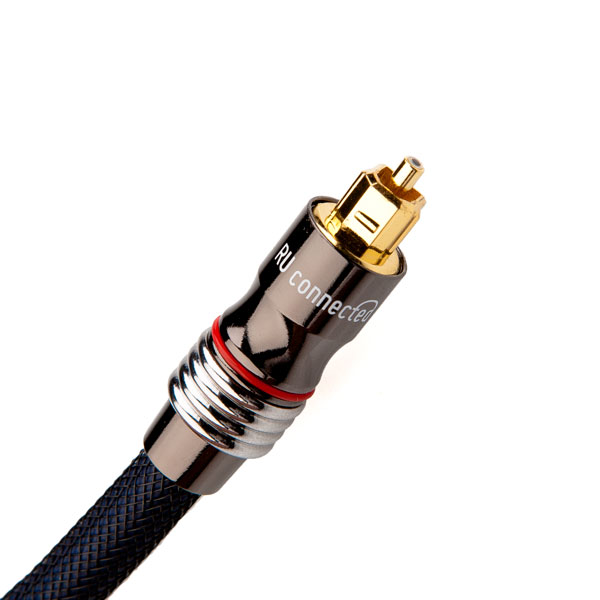

Der TOSLINK-Stecker (auch F05-Stecker) wurde 1983 von Toshiba entwickelt (TOShiba-LINK) und wird hauptsächlich zur Übertragung von S/PDIF-Signalen im HiFi-, Tonstudio- und Home-Entertainment-Bereich eingesetzt. Für Patchkabel mit TOSLINK-Steckern werden typischerweise 1-mm-POF-Multimodefasern verwendet. Standardisiert ist bei diesem Stecktyp nur die Form der Ferrule und der vordere Teil des Steckerkörpers (Führung und Verdrehschutz). Für den hinteren Steckerkörper existieren eine Vielzahl von unterschiedlichen Variationen in Form, Größe und der Ausführung des Klemmmechanismus. Den TOSLINK-Stecker gibt es auch als Duplex-Variante unter der Bezeichnung F07-Stecker.

### Weitere LWL-Steckverbinder
Weitere ältere und bei Neuinstallationen nicht mehr eingesetzte LWL-Steckverbinder sind unter anderem der BAM-Stecker, der DIN(LSA)-Stecker und der MiniBNC-Stecker. Weiterhin gibt es neben dem LC-, MU- und MTRJ-Stecker weitere Varianten von Small-Form-Factor-Steckern, wie zum Beispiel der LX.5-, VF-45- und der FJ-Stecker (OptiJack).
Die Firma Neutrik hat 2005/2006 den Steckertyp opticalCON für den Einsatz in der professionellen Bühnen- und Tontechnik auf den Markt gebracht. Dieser wird, wegen des auch auf diesem Gebiet erfolgenden Übergangs von der analogen zur digitalen – und somit auch optischen – Übertragung, zum Beispiel in PA-Anlagen oder in der Fernsehtechnik verwendet. Der Steckertyp beinhaltet zwei oder vier LC-Stecker, wird aber auch mit MTP-Steckern für zwölf Kanäle sowie als Hybridstecker mit zusätzlichen Kupferleitungen angeboten.
| Stecker           | Verschlussmechanismus | Ferrulendurchmesser | Einfügedämpfung * | Faseranzahl | Normung      |
| ----------------- | --------------------- | ------------------- | ----------------- | ----------- | ------------ |
| F-SMA (SMA 905)   | Schraubverschluss     | 3,175 mm            | 0,6–1,0 dB        | 1           | IEC-874-2    |
| LSA (DIN-Stecker) | Schraubverschluss     | 2,50 mm             | 0,2 dB            | 1           | IEC 874-6    |
| FC                | Schraubverschluss     | 2,50 mm             | 0,2 dB            | 1           | IEC 60874-7  |
| ST (BFOC)         | Bajonettverschluss    | 2,50 mm             | 0,2–0,4 dB        | 1           | IEC 60874-10 |
| SC                | Push-Pull-Prinzip     | 2,50 mm             | 0,2–0,3 dB        | 1           | IEC 874-13   |
| E-2000 (LSH)      | Push-Pull-Prinzip     | 2,50 mm             | 0,2 dB            | 1           | IEC 61754-15 |
| MIC (FDDI)        | Spannbügelverschluss  | 2,50 mm             | 0,3–0,5 dB        | 2           | ISO 9314-3   |
| ESCON             | Spannbügelverschluss  | 2,50 mm             | 0,3–0,5 dB        | 2           |              |
| MU (Mini-SC)      | Push-Pull-Prinzip     | 1,25 mm             | 0,2 dB            | 1           | IEC 61754-6  |
| LC                | Spannbügelverschluss  | 1,25 mm             | 0,2 dB            | 1           | IEC 61754-20 |
| URM               | Push-Pull-Prinzip     | 1,25 mm             | 0,2 dB            | 2–8         |              |
| MTRJ              | Spannbügelverschluss  | MT-Ferrule          | 0,3–0,5 dB        | 2           | IEC 61754-18 |
| MPO/MTP           | Push-Pull-Prinzip     | MT-Ferrule          | 0,3–0,5 dB        | 4–80        | IEC 61754-5  |

* Die Einfügedämpfung ist direkt von der Fertigungsqualität des LWL-Steckverbinders und der Güte der Steckverbindung abhängig. Die Klassifizierung der Leistungsparameter für Monomode-Steckverbinder in unterschiedliche Qualitätsgrade A bis D ist in der IEC-Norm 61753 geregelt. Die anzuwendenden Testmethoden sind in den IEC-Normen IEC 61300-3-4 und 61300-3-34 festgelegt. In der höchsten Qualitätsstufe „A Grade“ darf die durchschnittliche Einfügedämpfung gemäß IEC 61300-3-34 voraussichtlich nur ≤ 0,07 dB bzw. ≤ 0,1 dB (gegen Referenz gemäß IEC 61300-3-4) betragen.

## Farbliche Kennzeichnung
In der Nachrichtentechnik werden Patchkabelmantel, Stecker und Kupplungen unabhängig vom Steckertyp eingefärbt, um die mit bloßem Auge nicht unterscheidbaren Eigenschaften wie Faserkategorie und Endflächenausführung der Ferrule unterscheiden zu können.
Anhand der Mantelfarbe wird die Faserkategorie bestimmt. So kann z. B. leicht ein Multimode-Patchkabel von einem Singlemode-Patchkabel unterschieden werden. Die Steckerfarbe ist bei Steckern mit Singlemodefaser maßgeblich für die Unterscheidung der Endflächen. Kupplungen werden eingefärbt, um die hinter einer Blende oder von einem Gehäuse verdeckten Stecker identifizieren zu können.
| Fasertyp   | Kategorie (Mantelfarbe) | Endfläche | Steckerfarbe    | Kupplungsfarbe |
| ---------- | ----------------------- | --------- | --------------- | -------------- |
| Multimode  | OM1 + OM2 (orange)      | PC        | beige / schwarz | beige          |
| Multimode  | OM3 (türkis)            | PC        | beige           | türkis         |
| Multimode  | OM4 (erikaviolett)      | PC        | beige           | erikaviolett   |
| Multimode  | OM5 (limette)           | PC        | beige           | limette        |
| Singlemode | OS1 + OS2 (gelb)        | PC        | blau            | blau           |
| Singlemode | OS1 + OS2 (gelb)        | APC       | grün            | grün           |

## Steckermontage
Die heute gebräuchlichsten Arten sind die Klebe- und Poliertechnik, Crimp- und Poliertechnik oder der mechanische Spleiß, auch sind mittlerweile direkt spleißbare Steckertypen erhältlich.
Die Klebe- und Poliertechnik ist durch Epoxidharz- oder anaerobe Klebstoffe, sowie Heißklebeverfahren (engl. hot melt) möglich. In den Steckerkörper (ferrule) wird dafür der Kleber eingebracht und die Faser anschließend hineingesteckt. Nachdem der Kleber ausgehärtet ist, wird die Faser mittels einer Klinge angeritzt, folgend gebrochen und die Stirnfläche des Steckers wird samt Faser entsprechend geschliffen und poliert. Bei der Crimp- und Poliertechnik wird auf die Klebung verzichtet und die Faser durch Crimpen am Stecker befestigt. Das ermöglicht eine schnellere Montage, ist aber mit höheren Kosten für Stecker und Montagewerkzeug verbunden.
Bei Verbindungen von Lichtwellenleitern führt jede Fehlanpassung der Faserkerne zu einer Teilüberlappung, und somit zu einem Leistungsverlust. Daher ist es wichtig, dass die Lage des Faserkerns mittig ist (Kernexzentrizität), sowie die Abmessungen und Rundheit der Fasern genau eingehalten werden und zueinander kompatibel sind. Die Exzentrizität des Faserkerns (Versatz zwischen Mittelpunkt des Faserkerns und Mittelpunkt des Fasermantels) bei heutigen Monomodefasern liegt bei kleiner 0,5 µm. Weitere transversale Versätze können aber durch Toleranzen bei der Steckermontage entstehen, wo die Faser typischerweise in eine Aufnahmehülse (engl. ferrule) mit einer Bohrung von {\displaystyle \textstyle 126_{-0}^{+1}} µm (für Monomodefasern) bzw. {\displaystyle 127_{-0}^{+2}} µm (für Multimodefasern) eingeklebt wird, sowie durch Toleranzen der Führungshülsen der Steckeraufnahmen, die im Bereich von 1 bis 2 µm liegen. Fehlanpassungen und Toleranzen bei der Steckermontage machen sich besonders bei Monomodefasern bemerkbar, da diese nur Kerndurchmesser im Bereich von 3 bis 10 µm besitzen.
Bei Montage mittels mechanischem Spleiß wird ein Steckertyp verwendet, der werksseitig bereits eine in die Ferrule eingeklebte Faser besitzt, die mit der Stirnfläche maschinell geschliffen und poliert wurde. Das offene Faserende befindet sich innerhalb des Steckerkörpers, in einer mit einem sogenannten Index-Matching-Gel gefüllten Kammer. Das Index-Matching-Gel hat die Aufgabe, den Luftspalt zwischen den beiden Faserenden durch ein Medium zu ersetzen, das den gleichen Brechungsindex wie der Lichtwellenleiter besitzt. Die zu konfektionierende Faser wird lediglich sauber gebrochen und in diese Kammer eingeführt. Die Fixierung erfolgt zum Beispiel durch einen Exzenterverschluss (Cam).